# Коноваленко, Михаил Никифорович
Михаил Никифорович Коноваленко — советский хозяйственный, государственный и политический деятель.

## Биография
Родился 29 декабря 1922 года в деревне Хоминки Лоевского района Гомельской области БССР. Член КПСС с года.
Участник Великой Отечественной войны. С 1943 года — на хозяйственной, общественной и политической работе. В 1943—2010 годах — военрук в школе, инструктор райкома комсомола, секретарь комитета комсомола шахты имени К. Е. Ворошилова, 1-й секретарь Прокопьевского горкома ВЛКСМ, помощник начальника участка шахты, секретарь парткома шахты, 1-м секретарь Зенковского райкома партии, 2-й, 1-й секретарь Прокопьевского горкома КПСС, директор ПО «Кузбассразрезоуголь» по кадрам и быту, работник землячества «Кузбасс» и ветеранской организации Красносельского района города Москвы, Московской городской ветеранской организации.
Делегат XXIV и XXV съездов КПСС.
Жил в Москве. Скончался в 2018 году в Москве.